# Canarium dichotomum
Canarium dichotomum là một loài thực vật có hoa trong họ Burseraceae. Loài này được (Blume) Miq. mô tả khoa học đầu tiên năm 1859.